# Bolo Doido
"Bolo Doido" é uma canção do artista brasileiro Hungria Hip Hop com a participação especial de Mr. Catra. A música foi lançada no dia 30 de novembro de 2015 juntamente com seu videoclipe. "Bolo Doido" foi lançado pela Best Produções e distribuído pela ONErpm. Atualmente seu clipe possui 30 milhões de acessos no YouTube.

## Lista de faixas
| Download digital, streaming |                                                   |         |  |
| N.º                         | Título                                            | Duração |  |
| 1.                          | "Bolo Doido (versão streaming)" (part. Mr. Catra) | 3:30    |  |
| 2.                          | "Bolo Doido (versão download)" (part. Mr. Catra)  | 3:35    |  |